# Завод сульфатної кислоти в Більбао (порт)
Завод сульфатної кислоти у Більбао — хімічне підприємство на півночі Іспанії.
Починаючи з 1980-х в Більбао у районі Баракальдо діяв завод сульфатної кислоти, який у підсумку вирішили закрити з огляду на його розташування. Натомість в 2012-му ввели в дію виробничий майданчик аналогічного призначення в порту Більбао проектною річною потужністю 350 тисяч тонн сульфатної кислоти.
Як сировину завод використовує сірку (та сірковмісні залишки нафтопереробки), при цьому робота на проектній потужності потребує 120 тисяч тонн сірки на рік. Технологічний процес передбачає спалювання сірки із виробництвом за рахунок утилізації тепла електроенергії, третина якої йде на забезпечення власних потреб майданчика.
Розташування на одному з пірсів порту Більбао забезпечує гарну логістику.
Первісно майданчик належав компанії Befesa Sulphur Valuation. У 2016-му його придбав британський концерн INEOS, а з 2021-го новим власником стала компанія WeylChem.